# ينال أباظة
ينال أباظة (1 مايو 1976 بالقنيطرة في سوريا - ) هو لاعب كرة قدم سوري في مركز الدفاع. شارك مع منتخب سوريا لكرة القدم. أما مع النوادي، فقد لعب مع نادي الوحدات ونادي الوحدة.

## وصلات خارجية
- ينال أباظة على موقع ناشيونال فوتبول تيمز (الإنجليزية)